# Wismichu
Ismael Prego Botana  (La Coruña, 5 de octubre de 1993), más conocido como Wismichu, es un youtuber español. 
Ha hecho trabajos como escritor e historietista; en 2016 publicó su primer libro, Si te rindes, pierdes, y en 2017 publicó su primer cómic Norman y Mix. También ha hecho trabajos como director de cine, guionista y actor; en el Festival de Cine de Sitges de 2018 se proyectó Bocadillo, el cual es un cortometraje en bucle de la duración de un largometraje, dirigida y guionizada por él, además de haber formado parte del reparto de actores. Luego de suscitar una polémica en los medios de comunicación y de redes, Wismichu anunció que fue un experimento social y excusa para su proyecto de 2019, cuando publicó el documental Vosotros sois mi película, mostrando el making-of de Bocadillo.
Actualmente, tiene un nuevo canal de YouTube llamado Infrecuentes , creado en 2022. Dicho canal está formado por las siguientes personas; Ismael Prego (Wismichu), Alejandro Clotet, Juanpe Andújar, María Rubio (Miare), Álex Noguerón, Ania Fenoll, Álex Torres, Rachel Demetz y Pandarojo. Infrecuentes es un canal y una comunidad de juegos de rol de mesa en habla hispana, principalmente de Magic: The Gathering (Commander Decks) y Dungeons & Dragons. En este canal, habitualmente acuden como invitados; otros creadores de contenido especializado en este tipo de juegos, youtubers, influencers, cantantes, actores, deportistas, humoristas, políticos, etc. Infrecuentes está dedicado tanto a las personas que ya conocen estos juegos, como a las personas que nunca los han jugado pero sienten interés por aprender y pasar un buen rato.
Ismael abandonó sus antiguos canales de YouTube: Wismichu y Wismi2 (en 2022), para iniciarse de lleno en Infrecuentes.

## Biografía
Nació en Monte Alto, La Coruña, Galicia el 5 de octubre de 1993. Estudió informática y telecomunicaciones durante un año, pero decidió trasladarse a Madrid para estudiar comunicación audiovisual en la Universidad Rey Juan Carlos. En 2012 comenzó a subir videos a YouTube, inicialmente gameplays. Hoy en día, sus videos suelen ser videoblogs, vídeos de bromas y  de parodias con un estilo de humor absurdo y oscuro. Prego ha declarado que el origen de su nombre de usuario de YouTube es una versión de su nombre "Isma", abreviatura de Ismael, y sus amigos a menudo lo llaman "Wisma". Inicialmente, quería que su nombre de YouTube fuera "Wisma", pero en ese momento la plataforma no permitía nombres de solo cinco caracteres, por lo que alargó el nombre en Wismichu. También ha realizado shows en vivo en toda España, a menudo con su compañero YouTuber AuronPlay. 
En junio de 2016 publicó su primer libro Si te rindes, pierdes, y en 2017 publicó su primer cómic Norman y Mix.
El 12 de septiembre de 2018 anunció que había terminado el rodaje de su primera película, Bocadillo. La película está protagonizada por los youtubers Joaquín Albero (JoaquínPA), David Cajal (Kajal Napalm) y María Rubio (Miare's Project). Se estrenó en el Festival de Cine de Sitges. El tráiler triunfó en reproducciones en YouTube pero recibió críticas mixtas. En su estreno, la película recibió malas críticas, se definió como una broma y se rio de la prensa y el público. 
El 17 de octubre de 2018 se reveló que estaba trabajando en un documental dirigido por Carlo Padial, y Bocadillo es una sección del documental. Se estrenará en Flooxer el 31 de marzo de 2019 y se titulará Vosotros sois mi película. El tráiler fue lanzado el 10 de marzo de 2019.
Desde en noviembre de 2018 hasta junio de 2019 presentó una serie de podcast con Kajal y Joaquín denominada W-Podcast, donde entrevistan a personalidades de internet españolas. En febrero de 2019 publicó su secuela de Norman y Mix titulada Norman y Mix 2: Hazte villano

### Vida personal
Mantuvo una relación con Ingrid Míchel desde 2013 a 2019. No mantiene una relación con María Rubio, influencer también, conocida como Miare. Ella misma ha desmentido que tuvieran una relación en el podcast Animales Humanos   Actualmente vive en Barcelona
. 
Ismael ha dicho que decidió hacerse vegano por razones éticas.

## Controversias

### Controversia con Álvaro Ojeda
Nuevamente, en  septiembre de 2016, Álvaro Ojeda Sacaluga, un controvertido reportero youtuber conocido por sus comentarios a menudo de extrema derecha y declaraciones controvertidas, presentó un informe policial contra Wismichu después de que este afirmara en broma que "iba a por Álvaro Ojeda" mientras amartillaba una pistola de airsoft. En broma, hizo que pareciera que iba a asesinar a Ojeda en su video de "Pokemania", en un segmento en el que se burlaba de un video de Álvaro Ojeda donde llamaba a los fanáticos de la aplicación Pokémon Go "vírgenes" mientras decía que debían "parar mirando el teléfono e ir a la playa a masturbarse con mujeres escasamente vestidas". Ojeda afirmó que la broma le hizo temer por su vida y su seguridad física. El informe fue archivado por la policía porque no estaba clasificado como una amenaza.

### Polémica por el estreno de su película y entrevista
Nuevamente en 2018, estrenó su película titulada como Bocadillo, en la cual presumiblemente hizo una burla o "trolleo" a sus propios fanes, los cuales indignados exigieron la devolución de su dinero. Para promocionar su película, apareció en el programa de televisión Movistar + "La Resistencia", conducido por David Broncano. Se definió como "la peor entrevista del programa" porque rompió una taza y luego se escapó del set. Luego pidió perdón al programa y a los espectadores.

### Controversia conDalas Review
Desde que comenzó a salir con Ingrid, Wismichu inicio una serie de polémicas contra el youtuber Dalas Santomé  (conocido como Dalas Review en (Youtube), exnovio de Ingrid. Esta polémica produjo numerosos ataques en redes sociales, y vídeos por ambas partes, Wismichu le dedicó por su parte un video titulado "Así es Dalas Review" en el cual Wismichu afirmaba que prácticamente todo lo que Dalas decía era falso, (excepto una agresión de Wismichu a un joven con una botella al que también escupió por la espalda debido a una discusión de política y que a su vez es el video más popular en su canal Wismi2). Wismichu se refirió a Dalas como "maldito psicópata", "desafortunado", "bastardo", "mala persona" y que "eres y siempre serás un miserable" y "una hiena que aprovecha cualquier momento de debilidad para devorarte". Por esto, en 2019, Dalas Review interpuso una querella a Wismichu por injurias y calumnias. El querellante le pedía 15.000 euros de multa y 9 meses de prisión. El juicio se hizo en 2021 y Wismichu fue absuelto por considerar el juez que el contexto era de ataques mutuos en una discusión pública que no ameritan reproche penal.

## Filmografía
- 2014: Torrente 5: Operación Eurovegas (como actor de cameo).[34]
- 2018: Bocadillo (como director, guionista y actor)
- 2019: Vosotros sois mi película (como guionista y actor)

## Obras
- — (2016). Si te rindes, pierdes. Montena; Penguin Random House Grupo Editorial. ISBN 8490436509. OCLC 960410444.
- — (2017). Norman y Mix. Montena; Penguin Random House Grupo Editorial. ISBN 8490436525. OCLC 1122564925.
- — (2019). Norman y Mix 2: Hazte villano. Montena; Penguin Random House Grupo Editorial. ISBN 8417460233. OCLC 1230378370.